# 설계하중
일반적으로 설계하중(設計荷重, design load)이라는 용어는 두 가지 개념을 의미할 수 있다.
1. 시스템이 처리하도록 설계된 최대량, 또는
2. 시스템이 생성할 수 있는 최대량.

이러한 해석은 시스템 성능의 근본적으로 다른 측면을 나타낸다. 설계하중은 시스템의 선언된 성능 용량을 나타내는 정격하중과 같거나 그 배수이며, 아래 #구조 설계하중 절을 참조한다.
구조와 압력 탱크는 첫 번째 유형의 설계하중을 가진다. 전동기, 압축기 및 히터는 두 번째 유형의 설계하중을 가진다. 기중기는 정의된 하중을 들어 올리고 지정된 속도로 수행해야 하므로 첫 번째 및 두 번째 유형 모두의 설계하중을 가진다.

## 기중기 설계하중 예시
기중기의 정격하중은 안전 작업 하중(SWL)이며 설계하중(DL)은 (p 90){\displaystyle DL=\psi SWL}10 kN < SWL ≤ 2500 kN 범위의 해상 기중기에 대한 동적 리프트 계수는 {\textstyle \psi =1.3} 이상이다.(p 84) 따라서 2000 kN(~200톤)의 SWL을 가진 기중기의 설계하중은 다음보다 작지 않다.{\displaystyle DL=1.3\times 2000=2600kN}이 크기의 기중기에 필요한 강선 로프 호이스팅 로프의 총 용량에 대한 최소 파단 하중(MBL)은 (p 68){\displaystyle MBL=2.3DL=2.3\times 2600=5980kN}따라서 이 예시에서 MBL은 DL의 2.3배이고 SWL의 약 3배이다. 기중기 구조의 다른 부분에서도 유사한 비율이 얻어진다. 이러한 안전율은 기중기가 하중을 떨어뜨리거나 완전히 붕괴되는 것과 같이 고장이 치명적일 수 있는 경우에 필요하다는 것이 입증되었다. 동적 리프트 계수는 기중기의 SWL이 감소함에 따라 증가하며, 그 정확한 값은 기중기의 호이스팅 속도 및 기타 요인에 따라 달라진다. 이러한 계산은 더 복잡하며 이 문서의 범위를 벗어난다.

## 구조 설계하중
구조 설계에서 설계하중은 사용된 계산 방법에 따라 달라진다. 널리 받아들여지는 두 가지 방법은 허용 응력 설계(ASD)와 하중 저항 계수 설계(LRFD)이다. 일반적으로 엔지니어는 ASD에서 무계수 구조적 하중과 재료 항복 강도를 안전율과 함께 사용한다. 반면 LRFD에서는 구조적 하중과 강도 모두 계수화되고 강도는 항복 강도가 아닌 극한 강도이다. 예를 들어, 다리는 지정된 하중 지지 능력을 가지며, 설계하중은 사용된 계산 방법에 따라 결정되고 다리가 지정된 하중을 실제로 지탱할 수 있는 실제 능력을 보장하기 위해 계산에 적용된다.

## 같이 보기
- 한계 상태 설계
- 안전율
- 지정된 하중